# Gentianella vaginalis
Gentianella vaginalis är en gentianaväxtart som först beskrevs av August Heinrich Rudolf Grisebach, och fick sitt nu gällande namn av J.S. Pringle. Gentianella vaginalis ingår i släktet gentianellor, och familjen gentianaväxter. Inga underarter finns listade i Catalogue of Life.